# شامبانيا (مقاطعة)
شمبانيا أو شَمْبانِية (نقحرة: شامبانيا) هي مقاطعة تاريخية تقع في شمال شرق فرنسا، تعرف اليوم منطقة شمبانية للنبيذ، فذاك النبيذ الأبيض الفوار حمل اسمه من المنطقة، تأسست في عام 1065 بالقرب من مدينة بروفينس، كان تتألف من عدة مقاطعات منحدر من مملكة أوستراسيا.
حكم كونتات شمبانية مدن تروا وريمس وإبيرناي التي تعتبر مراكز التجارية للمنطقة، معظم شمبانية هي الآن جزء من منطقة الإدارية شمبانية أردين.
في عصور وسطى متوسطة اشتهر المقاطعة بـ معارض شمبانيا الذي أدى إلى انتعاش اقتصاد البلاد، وأيضا كانت روايات فروسية بداياتها في مقاطعة شمبانية، من خلال الكاتب الشهير كريتيان دي تروا الذي كتب قصص المائدة المستديرة في أساطير آرثر.
عدد قليل من كونتات شمبانية أصبحوا ملوك فرنسا حتى أصبح بعضهم ملوك فرنسا ونبرة.

## أعلام
- هنري إل. هالبرت
- أرناط
- ويليام الأيادي البيضاء
- غي، كونت فلاندرز